# Echinopepon
Genre
Echinopepon est un genre de plantes à fleurs de la famille des Cucurbitaceae.

## Espèces
- Echinopepon arachoideus (Dieterle) A.K.Monro & Stafford
- Echinopepon belizensis A.K.Monro & Stafford
- Echinopepon calcitrapa McVaugh
- Echinopepon cirrhopedunculatus Rose
- Echinopepon confusus Rose
- Echinopepon coulteri (A.Gray) Rose
- Echinopepon disjunctus Pozner
- Echinopepon glutinosus (Cogn.) A.K.Monro & Stafford
- Echinopepon insularis S.Watson
- Echinopepon jaliscanus Rose
- Echinopepon longispinus (Cogn.) Rose
- Echinopepon milleflorus Naudin
- Echinopepon minimus (Kellogg) S.Watson
- Echinopepon paniculatus (Cogn.) Dieterle
- Echinopepon pringlei Rose
- Echinopepon pubescens (Benth.) Rose
- Echinopepon racemosus (Steud.) C.Jeffrey
- Echinopepon rosei (Cogn.) H.Schaef. & S.S.Renner
- Echinopepon torquatus (Moc. & Sessé ex DC.) Rose
- Echinopepon tultitlanapaensis A.K.Monro & Stafford
- Echinopepon wrightii (A.Gray) S.Watson

Selon GBIF (21 juillet 2022) :
- Echinopepon arachoideus (Dieterle) A.K.Monro & Stafford
- Echinopepon bigelovii (S.Watson) S.Watson
- Echinopepon bigelowii (S.Watson) S.Watson
- Echinopepon calcitrapa McVaugh
- Echinopepon cirrhopedunculatus Rose
- Echinopepon coulteri (A.Gray) Rose
- Echinopepon disjunctus Pozner
- Echinopepon gemellus (DC.) A.K.Monro & Stafford
- Echinopepon glutinosa Naudin
- Echinopepon insularis S.Watson
- Echinopepon jaliscanus Rose
- Echinopepon milleflorus (Cogn.) Naudin
- Echinopepon milliflorus Naudin
- Echinopepon minimus (S.Watson) S.Watson
- Echinopepon palmeri Watson
- Echinopepon paniculatus (Cogn.) Dieterle
- Echinopepon parviflorus (S.Watson) S.Watson
- Echinopepon pubescens (Benth.) Rose
- Echinopepon racemosus (Steud.) C.Jeffrey
- Echinopepon rosei (Cogn.) H.Schaef. & S.S.Renner
- Echinopepon tultitlanapaensis A.K.Monro & Stafford
- Echinopepon wrightii (A.Gray) S.Watson